# Cercidospora rinodinae
Cercidospora rinodinae är en lavart som beskrevs av Etayo & van den Boom 2005. Cercidospora rinodinae ingår i släktet Cercidospora, klassen Dothideomycetes, divisionen sporsäcksvampar och riket svampar.   Inga underarter finns listade i Catalogue of Life.